# HMS Peony (K40)
HMS Peony (K40) je bila korveta razreda flower Kraljeve vojne mornarice, ki je bila operativna med drugo svetovno vojno.

## Zgodovina
Leta 1943 so ladjo predali Kraljevi helenski vojni mornarici, kjer so jo preimenovali v RHS Sakhtouris (K40). Septembra 1951 je bila vrnjena Kraljevi vojni mornarici, ki jo je 21. aprila 1952 razrezala.